# 张雁全

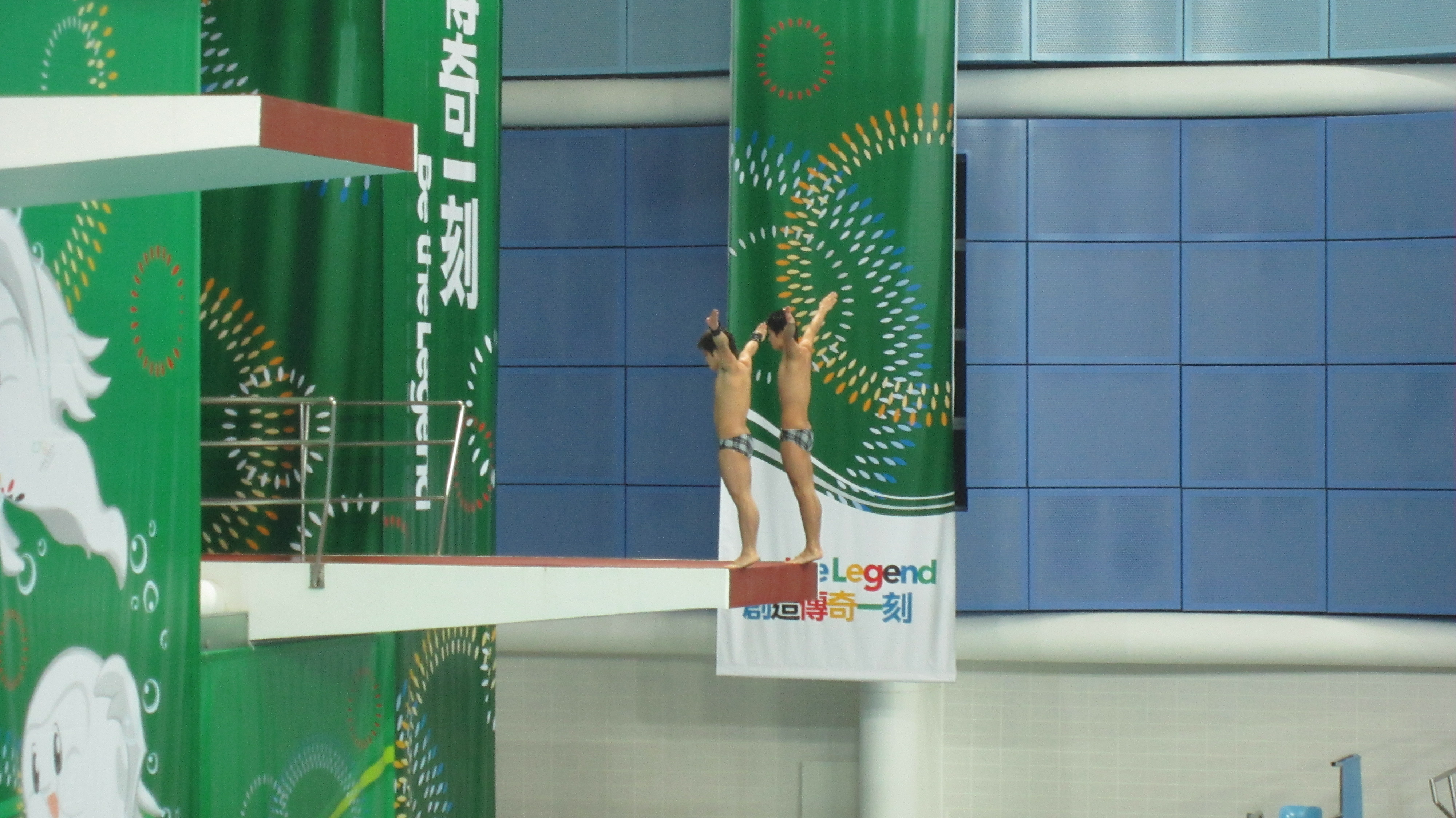
張雁全與陈艾森合作出戰2009年東亞運動會跳水比賽雙人10米跳台比賽

张雁全（1994年6月13日—），广东潮州客家人，中國男子跳水運動員。

## 簡歷
张雁全于1998年开始在市业余体校学体操。2003年，广州市跳水队专程莅潮选拔人才，从此他进入广州队，后又入选省跳水队。2008年，他多次参加国际泳联举办的跳水大奖赛，均获得优异成绩。被国家跳水队掌门人周继红看中，选入国家队。张雁全早期在国家队与陈艾森搭档，后与曹缘搭档，组成“缘全”组合。
2012年，张雁全代表中国出戰英國倫敦舉行的奥林匹克运动会跳水比賽男子雙人10米高臺賽事，并获得冠军。
2013年世界游泳錦標賽，張雁全和曹緣再次組成搭檔出戰男子雙人10米跳臺比賽，但他們在第四跳和第五跳出現嚴重失誤，僅獲得銅牌，未能實現『大滿貫』。